# Clavette
Clavette település Franciaországban, Charente-Maritime megyében. Lakosainak száma 1423 fő (2022. január 1.). Clavette La Jarne, La Jarrie, Montroy, Saint-Christophe, Saint-Médard-d’Aunis és Saint-Rogatien községekkel határos.

## Népesség
A település népességének változása:
| Lakosok száma | 309  | 438  | 592  | 883  | 1306 | 1333 | 1380 | 1438 | 1458 | 1423 |
|               | 1968 | 1982 | 1990 | 2006 | 2013 | 2015 | 2017 | 2019 | 2020 | 2022 |